# NGC 1268
NGC 1268 је спирална галаксија у сазвежђу Персеј која се налази на NGC листи објеката дубоког неба.
Деклинација објекта је + 41° 29' 21" а ректасцензија 3h 18m 45,2s. Привидна величина (магнитуда) објекта NGC 1268 износи 13,8 а фотографска магнитуда 14,6. NGC 1268 је још познат и под ознакама UGC 2658, MCG 7-7-56, CGCG 540-93, PGC 12332.